# Lajatico
Lajatico est une commune italienne de la province de Pise, dans la région Toscane, en Italie.
En 2017 elle figurait parmi les 10 municipalités les plus riches d'Italie, et la première de Toscane, détrônant Fiesole.

## Géographie
Lajatico se trouve à 14 km au Nord-Ouest de Volterra, à 35 km à l'Est-Sud-Est de Livourne, et à environ 38 km au Sud-Est du centre de Pise, à l'entrée du Val di Chiana.

## Histoire
Les premiers établissements dans la région de Lajatico remontent à la période étrusque, mais  le bourg lui-même remonte au XIIe siècle, se créant autour d'un château datant d'avant l'an 1000 appartenant alors à la famille Pannocchieschi (it). Il ne reste aujourd'hui que des vestiges de ce château.
- La Château de Pietracassia

## Culture
Lajatico est le lieu de naissance du chanteur Andrea Bocelli. Chaque année se tient un festival de musique au Teatro del Silenzio.
- Villa di Spedaletto
- Teatro del Silenzio

## Administration
| Période                                  | Période  | Identité           | Étiquette | Qualité |
| ---------------------------------------- | -------- | ------------------ | --------- | ------- |
| 2009                                     | 2014     | Fabio Tedeschi     |           | Maire   |
| 2014                                     | En cours | Alessio Barbafieri |           | Maire   |
| Les données manquantes sont à compléter. |          |                    |           |         |

## Personnes célèbres
Le chanteur Andrea Bocelli y est né en 1958.

### Hameaux
Orciatico, La Sterza, San Giovanni

### Communes limitrophes
Chianni, Montecatini Val Di Cecina, Peccioli, Riparbella, Terricciola, Volterra